# Kirchen (Efringen-Kirchen)
Kirchen (auch Kirchen am Rhein) war bis 1942 eine selbständige Gemeinde und ist heute ein Teil des Kernortes der Gemeinde Efringen-Kirchen im baden-württembergischen Landkreis Lörrach.

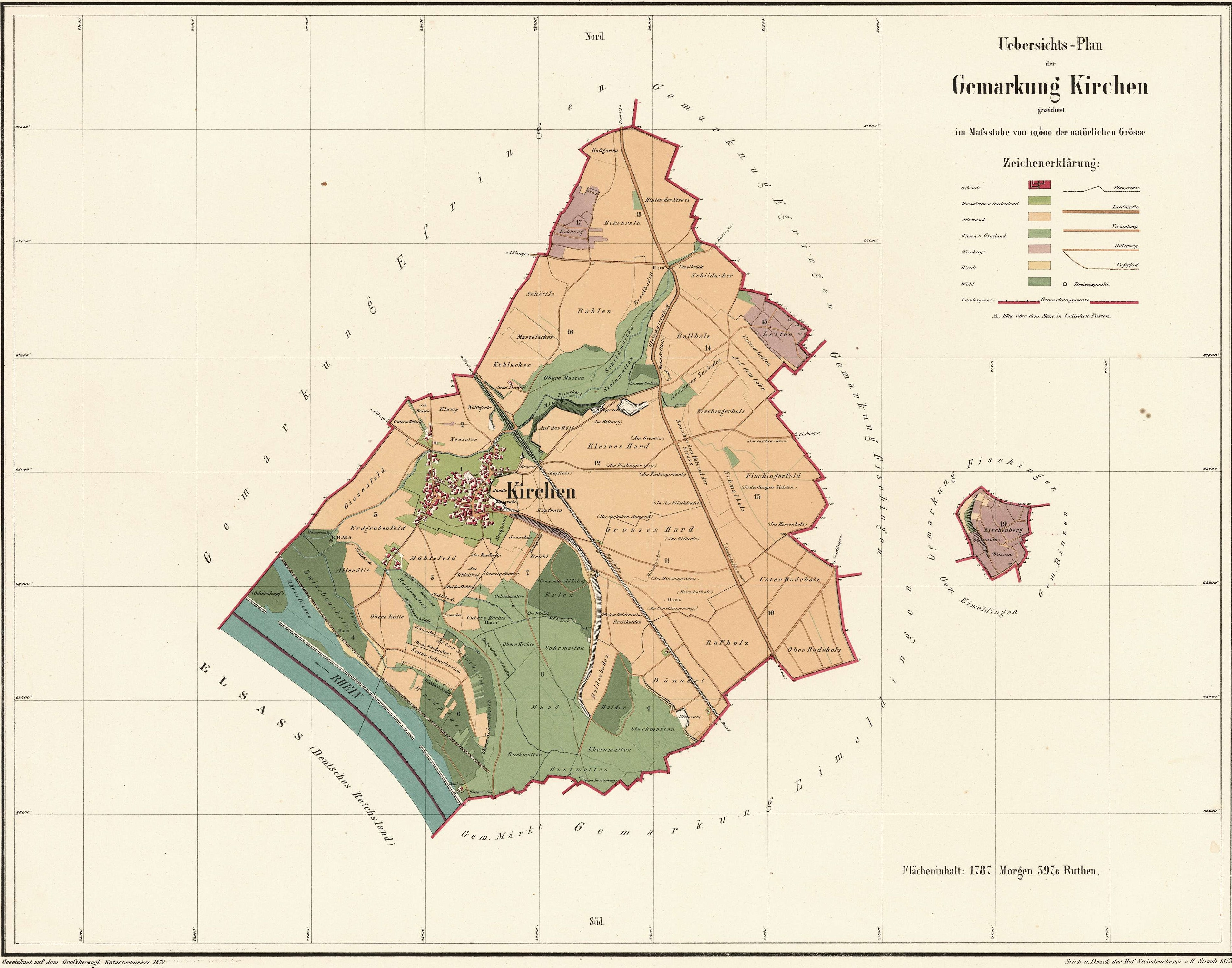
Plan der Gemarkung Kirchen

Von 1942 bis 1974 bestand die Gemeinde Efringen-Kirchen nur aus den beiden vormaligen Gemeinden Efringen und Kirchen.

## Verkehrsanbindung
Im nordöstlichen Bereich verläuft die B 3. Unweit westlich verläuft die A 5, fließt der Rhein und verläuft die Landesgrenze zu Frankreich.

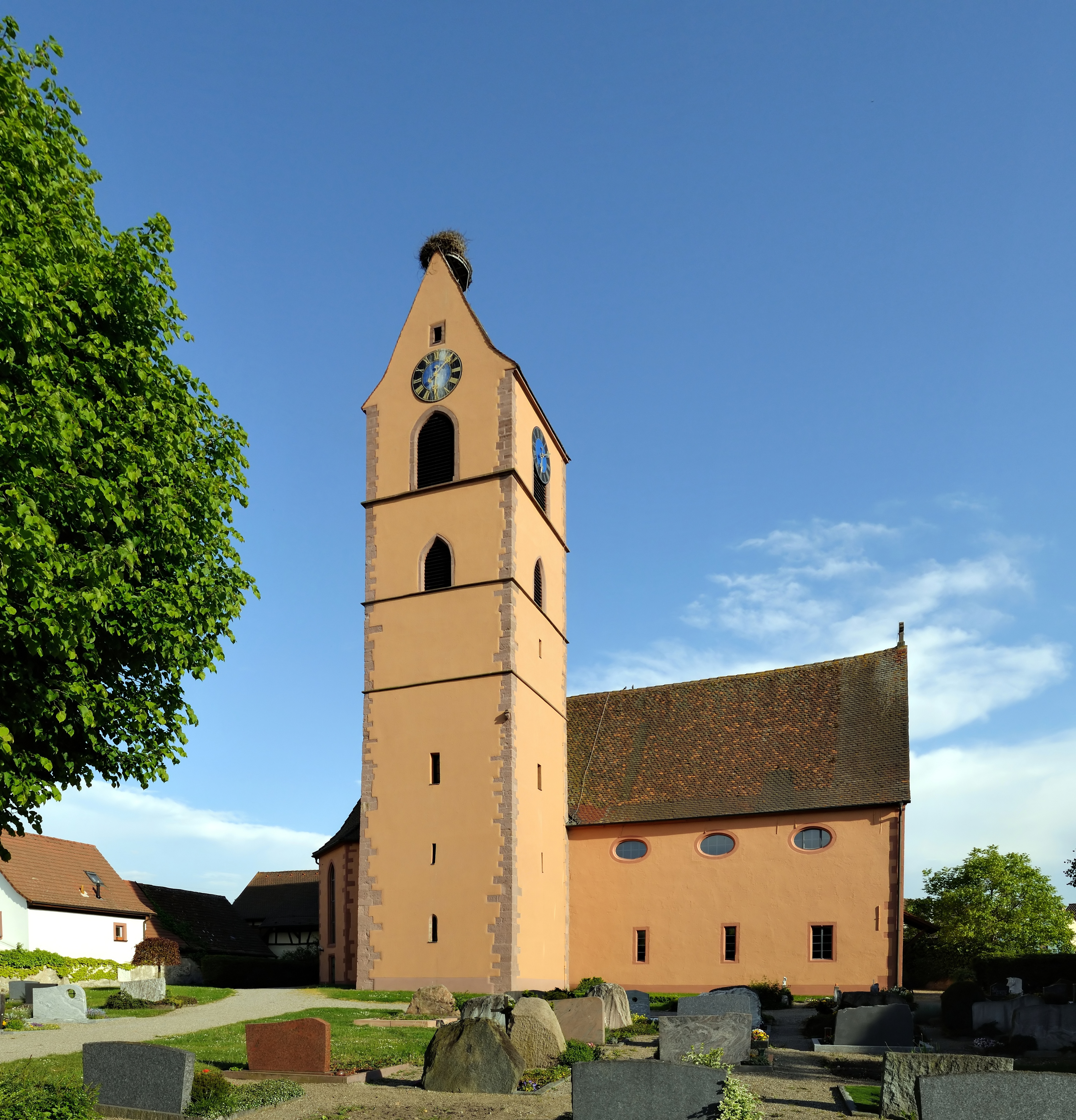
Evangelische Christuskirche

## Sehenswürdigkeiten
- Evangelische Kirche (Kirchen)
- Jüdischer Friedhof (Kirchen)
- Synagoge Kirchen (Efringen-Kirchen)

## Persönlichkeiten
- Friedrich Rottra (1821–1903), badischer Landtagsabgeordneter und Teilnehmer an der Revolution 1848/49. In Kirchen geboren und gestorben.
- Julius Schmidt (1866–1930), deutscher evangelischer Pfarrer und Heimatforscher, war von 1904 bis 1914 Pfarrer in Kirchen und schrieb eine Ortsgeschichte
- Georges Köhler (1946–1995), Nobelpreis für Physiologie oder Medizin 1984, lebte 1981 bis 1992 in Kirchen